# Райнфелден
Райнфелден (на немски: Rheinfelden, [ˈʁaɪnfɛldn̩]; на швейцарски немски: Rhyfälde, [ˈɾiːˌfældə]) е малък град в Швейцария и главен град на областта със същото име.
Намира се на Рейн на границата с Германия. С 12 552 жители (към 31 декември 2013) Райнфелден е шестият по големина град на кантон Ааргау. Райнфелден е най-старият град на Церингите в Швейцария и най-старият град в кантона.
Намира се на 17 км от Базел. Старата част в центъра на града се намира на левия бряг на Рейн.